# Zuid-Korea
Zuid-Korea, officieel de Republiek Korea (Hangul: 대한민국, Hanja: 大韓民國; Daehan Minguk), is een land in het noordoostelijke deel van het Aziatische continent op het zuidelijk deel van het Koreaans Schiereiland dat na de splitsing van het land Korea in 1945 officieel bekend werd als de Republiek Korea. Zuid-Korea grenst aan de gedemilitariseerde zone met Noord-Korea, de Gele Zee, de Straat van Korea en de Japanse Zee. Zuid-Korea heeft ongeveer 3000 eilanden die vooral voor de zuidelijke en westelijke kust liggen. Er wonen ongeveer 51 miljoen mensen in Zuid-Korea. De hoofdstad van het land is Seoel.

## Geschiedenis

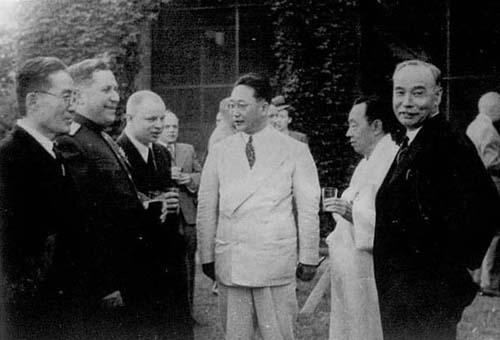
Yeo Woon-Hyung (helemaal rechts) samen met de Sovjet-Amerikaanse commissie die het naoorlogse Zuid-Korea bestuurde (1947)

Na de Koreaanse Oorlog keerde de regering van de Republiek Korea in september 1953 terug uit Busan, waar ze tijdens de oorlog gevestigd was, naar Seoel. Het zuiden ontving veel financiële hulp van de Verenigde Staten, soms bijna ter grootte van het nationale budget. Syngman Rhee verstevigde op oneigenlijke wijze zijn positie in de regering en liet zich in 1954 voor een periode van acht jaar herverkiezen. Aan zijn bewind kwam echter een einde na een studentenopstand in 1960. Yun Bo-seon werd toen verkozen tot president, maar deze werd in 1961 door majoor-generaal Park Chung-hee door middel van een staatsgreep weer afgezet. Park Chung-hee was ontevreden over de maatregelen die de regering had genomen.
De nieuwe militaire leiders beloofden om het land snel weer een democratisch gekozen bestuur te geven. Hoewel de militairen ook beloofden zich niet beschikbaar te stellen voor het presidentschap, brak Park Chung-hee deze beloften en won de verkiezingen van 1963 met een krappe meerderheid. Ook in 1967 won Park de verkiezingen. Volgens de Zuid-Koreaanse wet kon een president maar twee termijnen aanblijven. Via een amendement werd het Park mogelijk gemaakt zich ook in 1971 weer beschikbaar te stellen. Hij won de verkiezingen van Kim Dae-jung met een kleine meerderheid.
Onder Park Chung-hee werden de banden met Japan genormaliseerd en de band met de Verenigde Staten verstevigd. Dit leidde ertoe dat Zuid-Koreaanse militairen meevochten in Vietnam.
In 1971 plaatste Park Zuid-Korea weer onder militair bewind en ontbond het Lagerhuis en in 1972 werd een nieuwe grondwet aangenomen die Park de controle gaf over het parlement. In de jaren erna werden vele dissidenten opgepakt.
In 1979 werd Park Chung-hee in het Blauwe Huis doodgeschoten door een lid van de Koreaanse geheime dienst, Kim Jae-kyu. In 1980 greep generaal Chun Doo-hwan de macht. Zijn rechterhand was Roh Tae-woo die in 1988 het presidentschap van Chun Doo-hwan overnam. Op 18 mei 1980 brak in de stad Gwangju een studentenprotest uit, dat door het leger bloedig de kop werd ingedrukt. Het publiek reageerde geschokt en de roep om een democratische regering werd groter. In 1987 was het zover, aan de vooravond van de Olympische Zomerspelen werden door de Zuid-Koreaanse regering drastische maatregelen genomen die het land op weg hielpen een democratische natie te worden.
In 1992 werd voor het eerst in 30 jaar een president verkozen die geen militaire achtergrond had, Kim Young-sam. In de jaren die volgden, werd de ingeslagen weg van democratisering voortgezet. In 1997, het jaar van economische crisis in Azië, werd Kim Dae-jung gekozen als president. Kim was een voormalig dissident die onterecht veroordeeld was als aanstichter van het incident in Gwangju. Kim stelde de ‘Sunshine policy’ (zonneschijnpolitiek) in om op die manier toenadering te zoeken tot Noord-Korea. Dit leidde uiteindelijk tot een bezoek van Kim Dae-jung aan Kim Jong-il, de toenmalige leider van Noord-Korea. Voor zijn inzet werd Kim Dae-jung beloond met de Nobelprijs voor de vrede in 2000.
Beschuldigingen van corruptie wierpen echter een schaduw over Kim Dae-jungs presidentschap en in 2002 werd Roh Mu-hyun de nieuwe president van Zuid-Korea. Op 25 februari 2008 nam Lee Myung-bak het roer van president Roh over. Lee was de voormalige burgemeester van Seoel en genoot bekendheid als degene die Cheonggyecheon restaureerde. Dit was een stroom die vroeger door de oude stad liep en ooit op initiatief van Lee gedempt was om een weg aan te leggen.

## Geografie

### Topografie

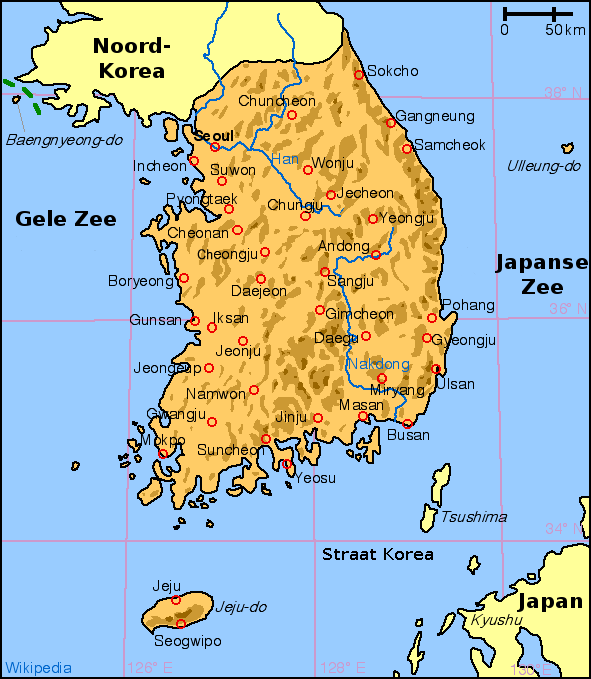
Topografische kaart van Zuid-Korea

Zuid-Korea ligt op het zuidelijke deel van het Koreaans Schiereiland. Dit bergachtige schiereiland wordt geflankeerd door de Gele Zee in het westen en de Japanse Zee in het oosten. De zuidelijke punt ligt aan de Straat Korea en de Oost-Chinese Zee. Het land, met inbegrip van alle eilanden, ligt tussen de breedtegraden 33° en 39° noorderbreedte en 124° en 130° oosterlengte. De totale oppervlakte is 100.032 vierkante kilometer.
Zuid-Korea kan worden onderverdeeld in vier algemene gebieden: een oostelijke regio van hoge bergen en smalle kustvlakten, een westelijke regio van brede kustvlakten, stroomgebieden en glooiende heuvels, een zuidwestelijke regio van bergen en dalen en een zuidoostelijke regio gedomineerd door het brede stroomgebied van de Nakdong.
Zuid-Korea telt ongeveer drieduizend eilanden, meestal klein en onbewoond, die liggen uit de westelijke en zuidelijke kust. Jeju-do ligt ongeveer 100 kilometer van de zuidelijke kust van Zuid-Korea. Het is het grootste eiland, met een oppervlakte van 1.845 vierkante kilometer. Jeju is ook de plaats met het hoogste punt van Zuid-Korea: Hallasan, een uitgedoofde vulkaan, bereikt 1.950 meter boven zeeniveau. De meest oostelijke eilanden van Zuid-Korea zijn onder andere Ulleungdo en de rotsen van Liancourt (Dokdo), terwijl Marado en Socotra Rock de meest zuidelijke eilanden zijn van Zuid-Korea.
Het land kent vele inpolderingen, de grootste is de Saemangeum. Deze polder is ontstaan is door het afdammen van een zeearm. Door het aanleggen van een zeedijk van 33,1 kilometer lang (langer dan de Afsluitdijk in Nederland, tot dan toe de langste zeedijk ter wereld) is de kustlijn met bijna 100 kilometer verkort. Deze dam is in 2006 afgewerkt. Nadien is het achterliggende gebied ingepolderd, waardoor een polder is ontstaan met een oppervlakte van 401 km², iets kleiner dan Zuidelijk Flevoland.

### Steden

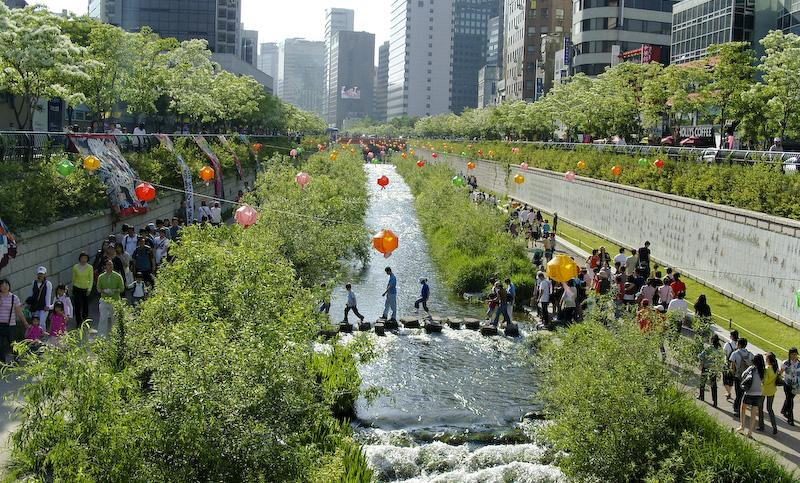
De Cheonggyecheon stroomt na een restauratie sinds 2005 weer door het centrum van Seoel

De hoofdstad van Zuid-Korea is Seoel. Enkele andere steden zijn Busan, Daegu, Daejeon, Gwangju, Gyeongju, Incheon, Seogwipo, Suwon en Ulsan.

### Klimaat
Het klimaat in Zuid-Korea neigt naar een vochtig continentaal klimaat en een vochtig subtropisch klimaat en wordt beïnvloed door de Oost-Aziatische moesson met sterke regenval in de zomer gedurende een kort regenseizoen genaamd "jangma" tussen begin juni en eind juli. Veruit de meeste regen valt dan ook in de zomer en in de winter valt gemiddelde slechts 10% van het jaargemiddelde. In de jangma komen overstromingen voor. Tijdens de winter wordt het klimaat beheerst door koude en droge lucht van het Aziatisch continent. Het kan dan extreem koud zijn met een minimumtemperatuur die kan terugvallen tot onder de −22 °C in het binnenland. In de zomer overheersen de warme en vochtige luchtmassa's die uit de Grote Oceaan worden aangevoerd. De lente, die eind maart, begin april begint, is aangenaam, behalve wanneer fijn geel stof van uit de Gobi-woestijn wordt aangevoerd. De jaarlijkse regenval is tussen de 1100 en 1400 mm in het midden en 1000-1800 mm in het zuiden van het land. De overheersende windrichting is zuidwestelijk in de zomer en noordwestelijk in de winter. Tussen juni en oktober kunnen tropische cyclonen voorkomen, dit gebeurt gemiddeld zo’n drie keer per jaar. De beste tijd voor een oponthoud in Zuid-Korea is het najaar.

## Demografie

### Bevolkingskenmerken
| Jaar | Inwoners   |  | Jaar    | Inwoners   |
| ---- | ---------- |  | ------- | ---------- |
| 1950 | 20.104.000 |  | 1990    | 44.120.000 |
| 1955 | 22.075.000 |  | 1995    | 45.393.000 |
| 1960 | 25.818.000 |  | 2000    | 46.789.000 |
| 1965 | 29.179.000 |  | 2005    | 47.890.000 |
| 1970 | 32.601.000 |  | 2010    | 48.813.000 |
| 1975 | 35.931.000 |  | 2015    | 50.994.000 |
| 1980 | 38.171.000 |  | 2020    | 51.845.000 |
| 1985 | 41.233.000 |  | 2040(v) | 49.320.000 |

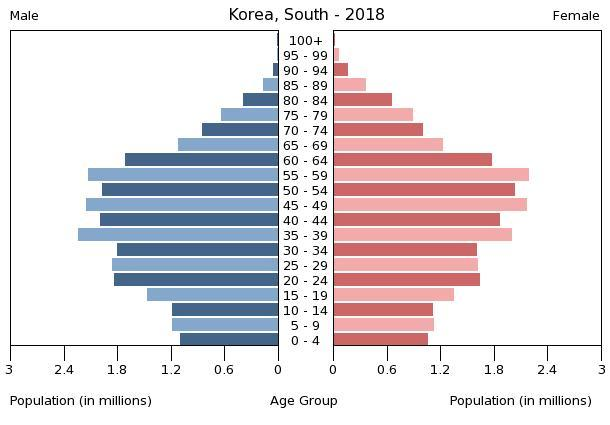
Bevolkingspiramide (2018)

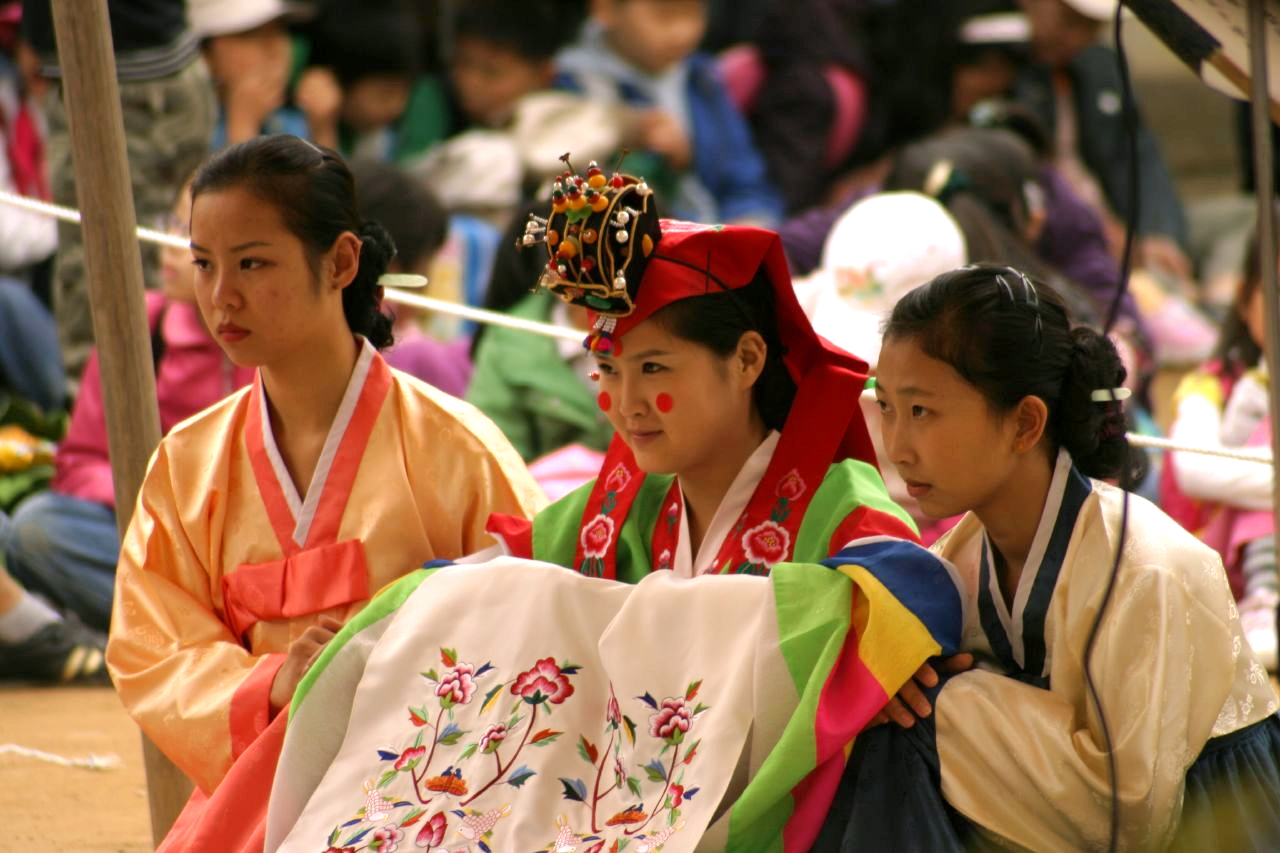
Een traditionele Koreaanse bruiloft in hanbokkleding

De voorouders van de Koreanen zijn waarschijnlijk afkomstig van Mongoolse stammen, die zich in Korea vestigden in het derde millennium voor Christus.
De groei van de bevolking is eeuwenlang slechts klein geweest. Er was weliswaar een hoog geboortecijfer, maar ook het sterftecijfer was heel erg hoog. In de eerste helft van de 20e eeuw begon de bevolking snel te groeien, met name door verbeterde hygiëne en vaccinaties. Dit werd nog eens versterkt in de tweede helft van de 20e eeuw toen de levensstandaard nog eens werd verhoogd. Het geboortecijfer bleef uit traditie hoog, terwijl het sterftecijfer laag werd en ook de levensverwachting sterk steeg. Tussen 1958 en 2001 werd de bevolking meer dan verdubbeld. Door ingrijpen van de Koreaanse overheid (promotie van gezinsplanning) werd het gemiddeld aantal kinderen per gezin van zes in 1960 verlaagd tot minder dan twee in de jaren negentig. Op 1 januari 2021 werd abortus in Zuid-Korea gedecriminaliseerd. Bovendien ontmoedigen verschillende factoren in de Zuid-Koreaanse maatschappij het krijgen van kinderen. In 2023 bereikte het geboortencijfer een absoluut dieptepunt met 0,72 babies per vrouw. 
Conform de verwachting was in 2021 voor het eerst sprake van een lichte daling van het aantal inwoners ten opzichte van het jaar er voor. Door de sterke daling van de bevolkingsgroei is de gemiddelde leeftijd sterk toegenomen en vergrijst de bevolking. Zuid-Korea stevent hiermee op een demografische crisis af. Rond 2040 zullen de pensioenfondsen uitgeput zijn en zullen de pensioenen uit belastinggeld betaald moeten worden. Zorgkosten zullen sterk groeien. De bevolking zal zich in de steden concentreren en het platteland zal leeglopen. Bovendien zal een groot leger, nodig vanwege de nabijheid van het vijandige Noord-Korea, steeds moeilijker op te brengen zijn bij gebrek aan zowel financiele middelen als jonge mensen.
Ondanks de overheersing door vreemde volkeren is de bevolking van Korea etnisch zeer homogeen: 99,8% van de Koreaanse bevolking is etnisch Koreaan. In april 2005 waren er 378.000 buitenlanders in Korea. Dit zijn voornamelijk industriearbeiders, die uit Zuid-Aziatische landen als Sri Lanka, Bangladesh, Myanmar stammen.
In 2020 was de gemiddelde levensverwachting bij geboorte 80,2 jaar voor mannen en 86,7 jaar voor vrouwen. Zuid-Korea kent veel zelfmoorden. In 2009 en 2010 werd een piek bereikt van 34 per 100.000 inwoners, vooral onder mensen ouder dan 65 jaar lag het heel hoog. In 2019 was dit gedaald naar 21,2 per 100.000, een aanmerkelijke verbetering maar nog altijd is dit het dubbele van het wereldgemiddelde (9,0).

### Taal
In Zuid-Korea wordt Koreaans gesproken. Exacte classificatie van het Koreaans staat ter discussie, maar het wordt door velen beschouwd als een isolaat. Sommige linguïsten klasseren het bij de Altaïsche taalfamilie.
Het Koreaanse schrift (Hangul) is alfabetisch en fonetisch. De daarnaast gebruikte Sino-Koreaanse karakters (Hanja) en meer dan 50% van de Koreaanse woordenschat is, al dan niet rechtstreeks, ontleend aan het Chinees.

### Religie

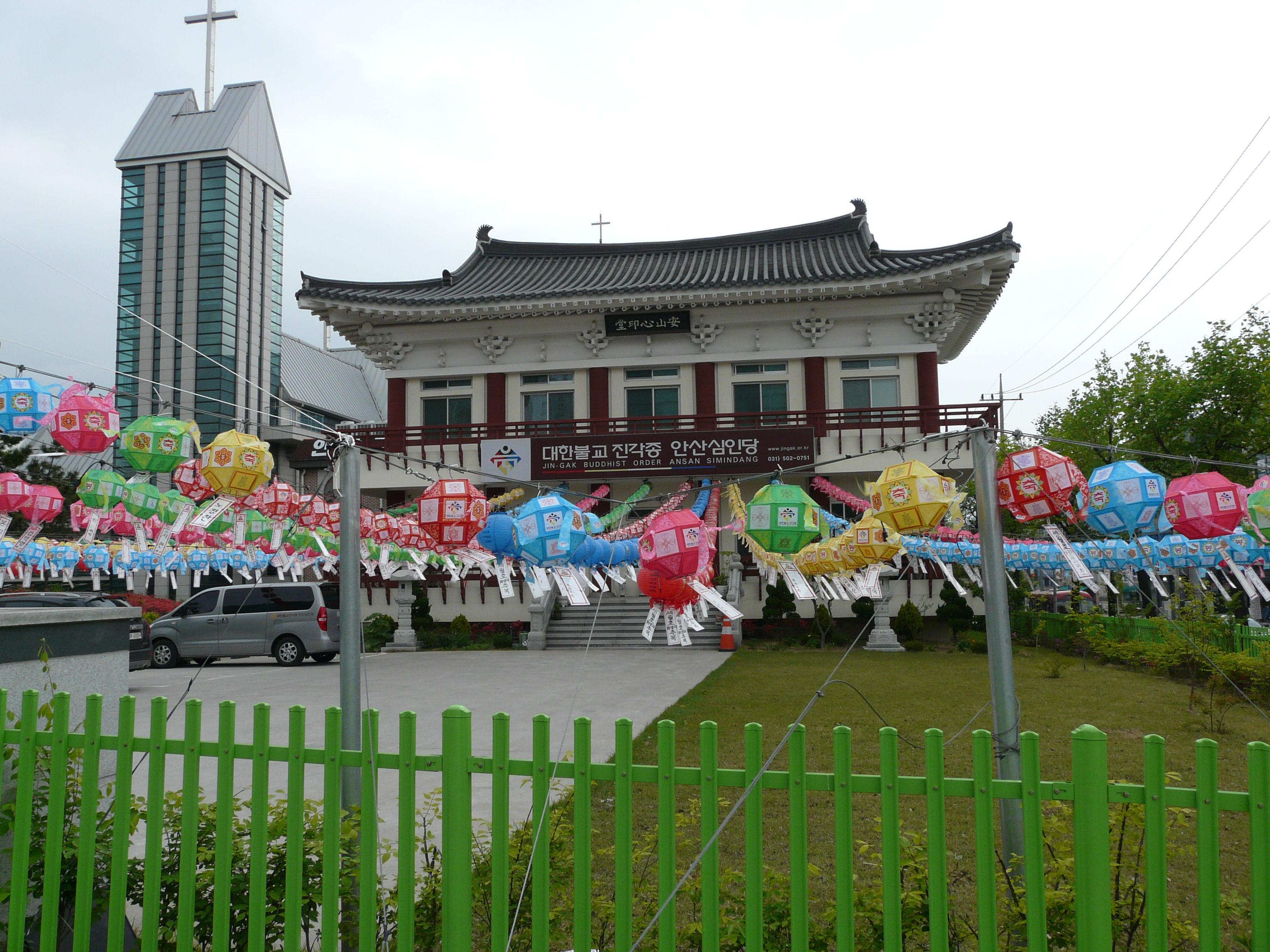
Een kerk en een boeddhistische tempel in de stad Ansan

In 2015 had ongeveer 28 miljoen of 56,1% van de Zuid-Koreaanse bevolking geen religieuze overtuiging volgens de aantallen van het Zuid-Koreaans Nationaal Statistisch Bureau. Dit dient niet te worden verward met atheïsme en andere aantallen die alleen gaan over het percentage van de religieuze bevolking dat bijvoorbeeld boeddhist of christen is. Voor het overige deel is 14 miljoen christen (27,6%), van wie 10 miljoen (19,7%) protestant zijn, 4 miljoen katholiek (7,9%) en ruim 100.000 Jehova's getuigen; 7,9 miljoen is boeddhist (15,5%) en minder dan een half miljoen (1,0%) behoort tot verschillende kleinere religies waaronder het confucianisme, chondogyo en het wonboeddhisme. Volgens de cijfers van het Zuid-Koreaanse bureau voor de statistiek zou het aantal boeddhisten en katholieken zijn afgenomen sinds de vorige telling in 2005, maar dit is waarschijnlijk het gevolg van het feit dat de enquêtes in 2015 voor het eerst digitaal zijn afgenomen. Over het algemeen zijn Zuid-Koreaanse protestanten en niet-gelovigen bekender met het internet dan hun katholieke en boeddhistische landgenoten, die meer op het land wonen. Critici wijzen er ook op dat de volgers van het Koreaanse sjamanisme niet in de statistieken worden opgenomen.
Een andere telling schat het aantal christenen op 34,7%, van wie 15,3% katholiek en 14,4% protestants zou zijn. Boeddhisten zouden 22,4% van de bevolking uitmaken en van ruim 40% is de religieuze achtergrond onbekend. Volgens die telling is het werkelijk aantal atheïsten laag.
De kerstening van Korea begon in 1780. Daar waar in 1960 slechts 0,5 % van de Zuid-Koreaanse bevolking katholiek was, was in 2005 11 % van de bevolking katholiek. De grootste protestantse kerkgemeente in Zuid-Korea, Yoido Full Gospel Church van Paul Yonggi Cho, is in Seoel gevestigd. In 2007 stond het ledenaantal van deze pinkstergemeente op 830.000, met zeven zondagse diensten vertaald in zestien talen.
Samen met Yoido Full Gospel zijn 11 van de 12 grootste kerkgemeenten in de wereld gesitueerd in Seoel. Zuid-Korea is ook het land dat, na de VS, het grootste aantal zendelingen over de aarde heeft uitgezonden.
Het aantal moslims in Korea werd volgens de Korea Times in 2002 geschat op ongeveer 45.000, naast nog eens 100.000 buitenlandse arbeiders uit moslimlanden.

## Politiek en bestuur

### Staatsinrichting

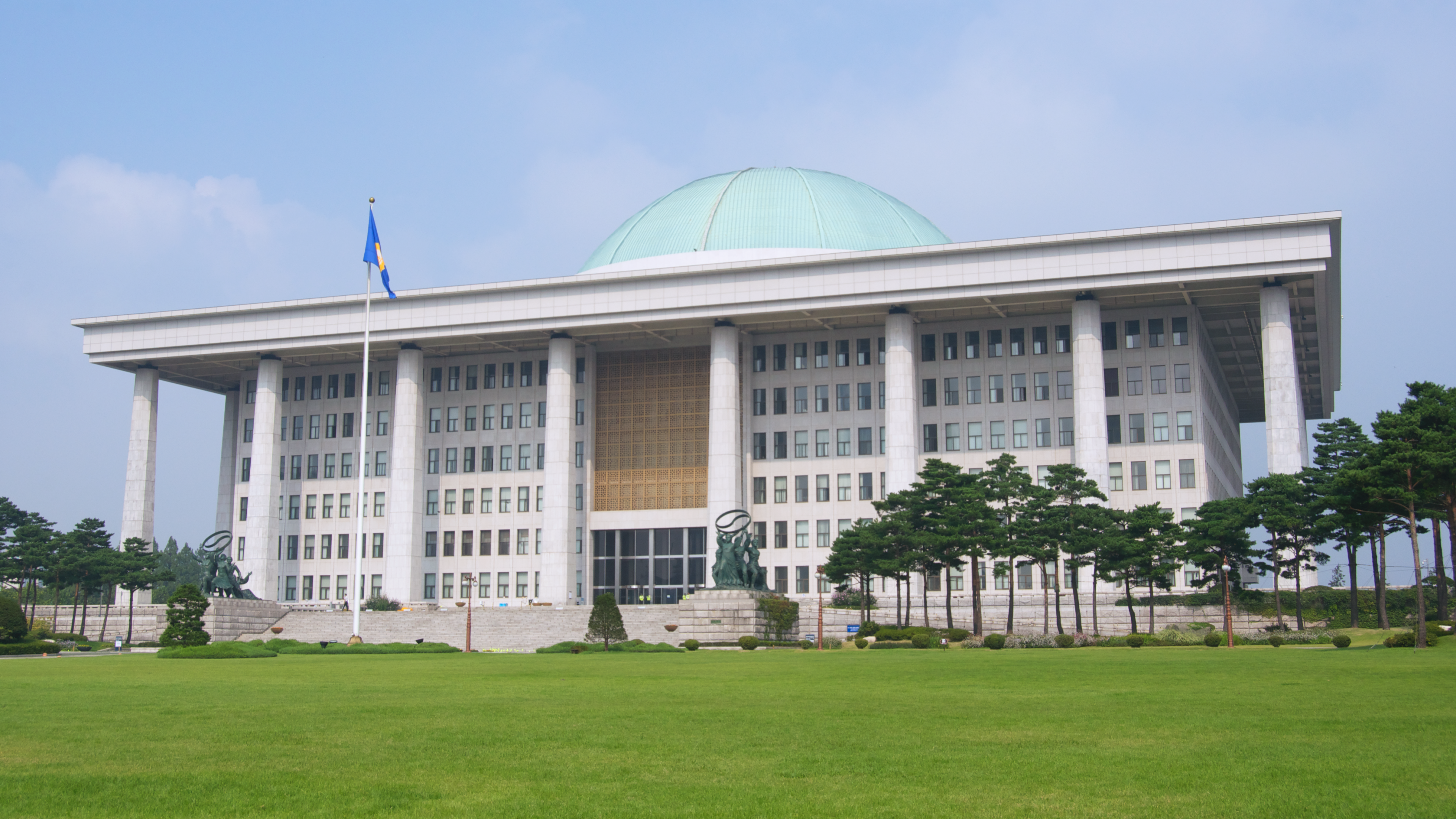
Het gebouw van het parlement van Zuid-Korea

Zuid-Korea is een parlementaire democratie. De oprichting van Zuid-Korea in 1948 is vooral verbonden met de naam Syngman Rhee, de eerste president. De president wordt direct gekozen door het volk voor een periode van vijf jaar. De premier van de regering wordt uitgekozen door de president, die een kabinet leidt van 15 tot 30 personen. De grondwet van Zuid-Korea regelt onder andere de scheiding der machten en garandeert de burgerrechten van de bevolking.
Het Zuid-Koreaanse parlement (Gukhoe) bestaat uit 300 volksvertegenwoordigers, die voor een periode van vier jaar zijn gekozen. Er bestaat geen senaat. Enkele politieke partijen in Zuid-Korea zijn de regerende rechtse conservatieve Saenuri Partij, de centrumlinkse liberale Democratische Verenigde Partij, de linkse liberale Verenigde Progressieve Partij en de Nieuwe Progressieve Partij.
De huidige president van Zuid-Korea is Yoon Suk-yeol.

### Bestuurlijke indeling
Het land is bestuurlijk opgedeeld in zestien bestuurseenheden, te weten negen provincies en zeven steden. Zie hiervoor: bestuurseenheden van Zuid-Korea.
| Plattegrond                       | Naam                                                   | Hangul                      | Hanja                       | Populatie                   |
| --------------------------------- | ------------------------------------------------------ | --------------------------- | --------------------------- | --------------------------- |
| De bestuurseenheden in Zuid-Korea | Speciale stad (Teukbyeolsi)                            | Speciale stad (Teukbyeolsi) | Speciale stad (Teukbyeolsi) | Speciale stad (Teukbyeolsi) |
| De bestuurseenheden in Zuid-Korea | 1) Seoul-teukbyeolsi                                   | 서울특별시                  | 서울特別市                  | 9.794.304                   |
| De bestuurseenheden in Zuid-Korea | Steden (Gwangyeoksi)                                   |                             |                             |                             |
| De bestuurseenheden in Zuid-Korea | 2) Busan-gwangyeoksi                                   | 부산광역시                  | 釜山廣域市                  | 3.635.389                   |
| De bestuurseenheden in Zuid-Korea | 3) Daegu-gwangyeoksi                                   | 대구광역시                  | 大邱廣域市                  | 2.512.604                   |
| De bestuurseenheden in Zuid-Korea | 4) Incheon-gwangyeoksi                                 | 인천광역시                  | 仁川廣域市                  | 2.628.000                   |
| De bestuurseenheden in Zuid-Korea | 5) Gwangju-gwangyeoksi                                 | 광주광역시                  | 光州廣域市                  | 1.456.308                   |
| De bestuurseenheden in Zuid-Korea | 6) Daejeon-gwangyeoksi                                 | 대전광역시                  | 大田廣域市                  | 1.442.857                   |
| De bestuurseenheden in Zuid-Korea | 7) Ulsan-gwangyeoksi                                   | 울산광역시                  | 蔚山廣域市                  | 1.087.958                   |
| De bestuurseenheden in Zuid-Korea | Provincies (Do)                                        |                             |                             |                             |
| De bestuurseenheden in Zuid-Korea | 8) Gyeonggi-do                                         | 경기도                      | 京畿道                      | 10.415.399                  |
| De bestuurseenheden in Zuid-Korea | 9) Gangwon-do                                          | 강원도                      | 江原道                      | 1.592.000                   |
| De bestuurseenheden in Zuid-Korea | 10) Chungcheongbuk-do (Noord-Chungcheong)              | 충청북도                    | 忠淸北道                    | 1.462.621                   |
| De bestuurseenheden in Zuid-Korea | 11) Chungcheongnam-do (Zuid-Chungcheong)               | 충청남도                    | 忠淸南道                    | 1.840.410                   |
| De bestuurseenheden in Zuid-Korea | 12) Jeollabuk-do (Noord-Jeolla)                        | 전라북도                    | 全羅北道                    | 1.890.669                   |
| De bestuurseenheden in Zuid-Korea | 13) Jeollanam-do (Zuid-Jeolla)                         | 전라남도                    | 全羅南道                    | 1.994.287                   |
| De bestuurseenheden in Zuid-Korea | 14) Gyeongsangbuk-do (Noord-Gyeongsang)                | 경상북도                    | 慶尙北道                    | 2.775.890                   |
| De bestuurseenheden in Zuid-Korea | 15) Gyeongsangnam-do (Zuid-Gyeongsang)                 | 경상남도                    | 慶尙南道                    | 2.970.929                   |
| De bestuurseenheden in Zuid-Korea | Speciale provincie met zelfbestuur (Teukbyeoljachi-do) |                             |                             |                             |
| De bestuurseenheden in Zuid-Korea | 16) Jeju-teukbyeoljachi-do (Jeju eiland)               | 제주특별자치도              | 濟州特別自治道              | 560.000                     |

1. 1 2 3 4 5  Herziene Koreaanse Romanisatie
2. ↑  Naam van Seoel

## Cultuur

### Kunst

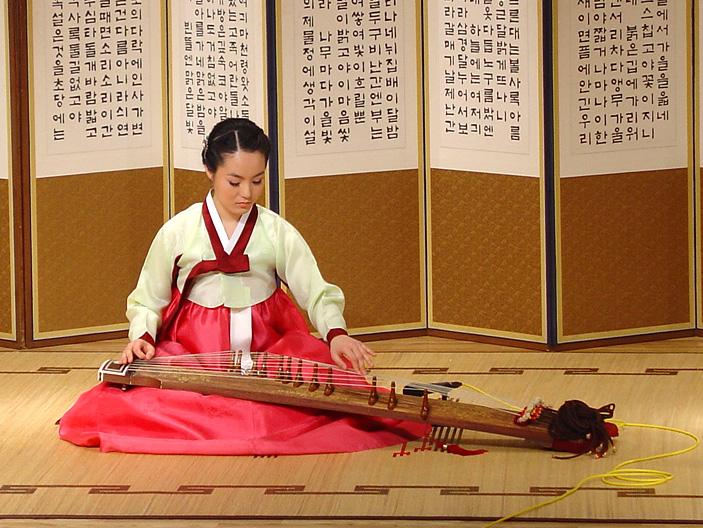
De gayageum is een Koreaans snaarinstrument.

De Koreaanse cultuur is in meerdere gebieden internationaal bekend. In het bijzonder Koreaanse films, muziek en televisieseries worden warm onthaald in omringende landen maar kennen ook een groeiende schare fans buiten het Aziatische continent. Dit fenomeen wordt hallyu genoemd, Korean wave.
De Koreaanse literatuur kan chronologisch in klassieke en moderne periodes worden ingedeeld. De Koreaanse klassieke literatuur combineerde inheemse volkstradities met de godsdienstige en filosofische principes van boeddhisme, confucianisme, en taoïsme. Een mannelijk overheerste, goed opgeleide elite ontwikkelde de klassieke literatuur, van de vroegste tijden tot het einde van de Chosŏndynastie in 1910, gebruikmakend van Chinese karakters. De Koreaanse karakters, Hangeul, werden geïntroduceerd in 1446 maar verkregen geen wijdverspreide goedkeuring als literaire taal tot de 20e eeuw. De toegankelijkheid van Hangeul voor alle klassen breidde de sociale basis van Koreaanse literatuur tijdens de moderne periode uit.

### Eten en drinken

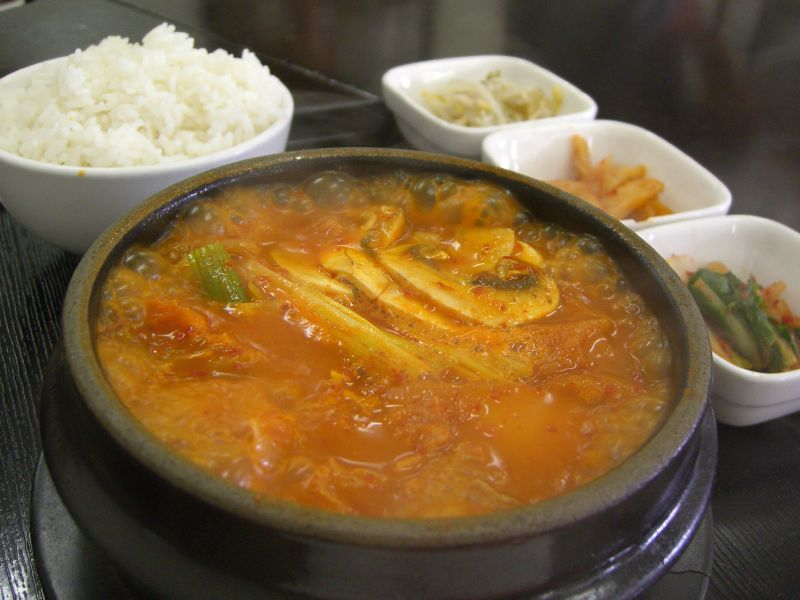
Kimchi jjigae

De Koreaanse keuken heeft veel ingrediënten en gerechten die verschillen per provincie. Er zijn veel regionale gerechten die zich in verschillende variaties hebben verspreid door het hele land. De Koreaanse keuken is grotendeels gebaseerd op rijst, noedels, tofoe, groenten, vis en vlees. De traditionele Koreaanse maaltijden staan bekend om het aantal bijgerechten, banchan, die de kortkorrelige rijst begeleiden. Elke maaltijd wordt begeleid door een groot aantal banchan. Kimchi, een gefermenteerd, meestal pittig groentegerecht wordt vaak geserveerd bij elke maaltijd en is een van de bekendste Koreaanse gerechten. De Koreaanse keuken wordt meestal behoorlijk gekruid met sesamolie, doenjang (een vorm van gefermenteerde sojapasta), sojasaus, zout, knoflook, gember en gochujang (een hete peperpasta).
Soepen zijn ook een algemeen deel van een Koreaanse maaltijd en worden meestal geserveerd als deel van het hoofdgerecht in plaats van aan het begin of het einde van de maaltijd. Soepen, bekend als Guk, worden vaak gemaakt met vlees, schaaldieren en groenten. Tang heeft minder water en wordt steeds vaker geserveerd in restaurants. Een ander type is kimchi jjigae, meer een stoofpot die typisch zwaar gekruid is met chili peper en kokend heet wordt geserveerd.

### Sport

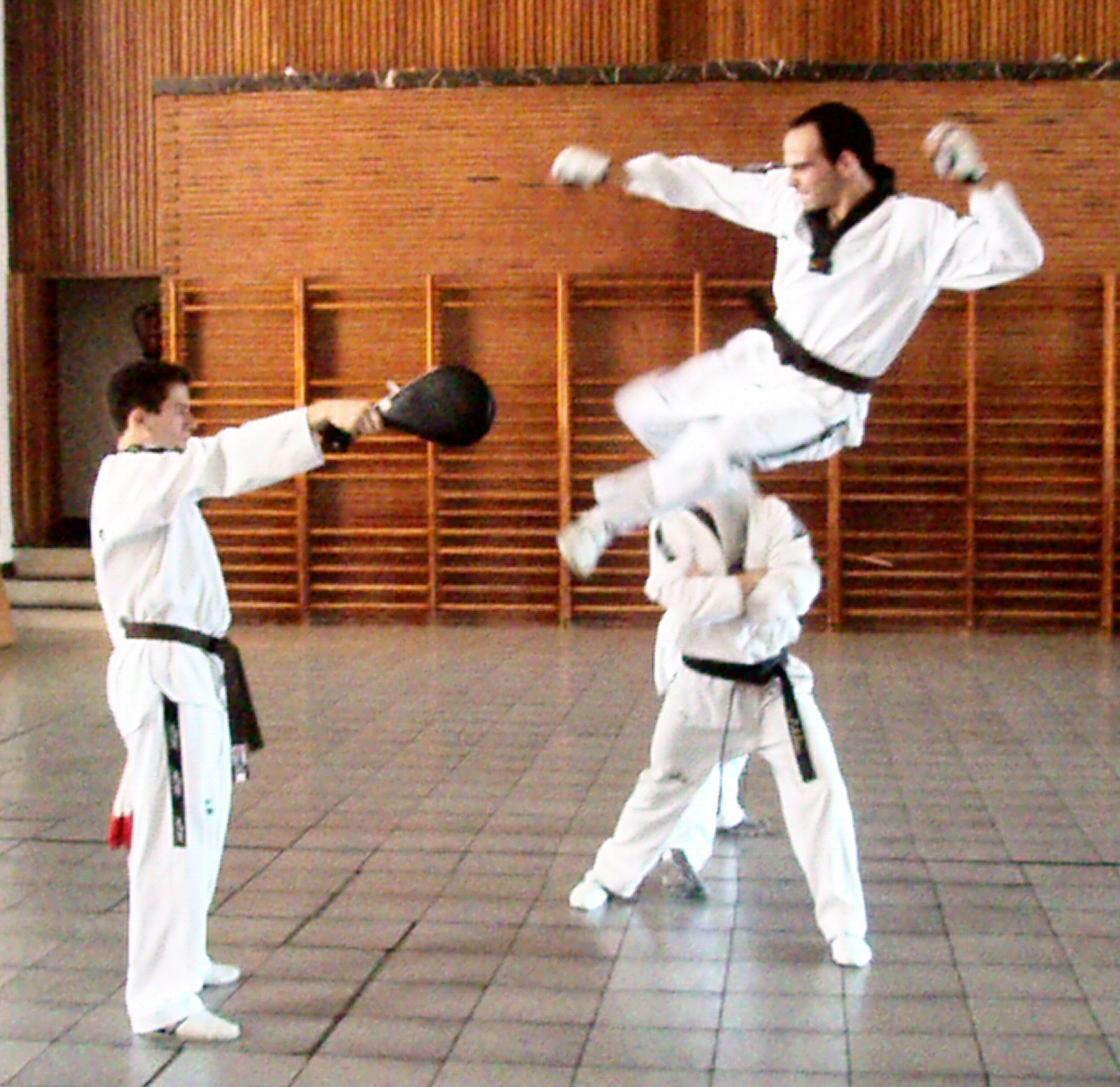
Een taekwondo-beoefenaar demonstreert de dollyo chagi-techniek.

De vechtkunst taekwondo vindt zijn oorsprong in Korea. In de jaren 1950 en 1960 werden de regels gestandaardiseerd en in 2000 werd taekwondo een officiële Olympische sport. Andere Koreaanse vechtkunsten zijn onder andere taekgyeon, hapkido, Tang Soo Do, Kuk Sool Won, Kumdo en subak.
Voetbal is van oudsher een van de meest populaire sporten in Korea. Een recente peiling geeft aan dat een groot deel (40,6%) van de Zuid-Koreaanse sportfans zichzelf blijven identificeren als voetbalfans, met honkbal op de tweede plaats bij 25,3% van de respondenten. De peiling gaf echter niet aan in hoeverre de respondenten beide sporten volgden. Het nationale elftal was het eerste team in de Asian Football Confederation dat de halve finale wist te bereiken van het FIFA wereldkampioenschap voetbal tijdens het wereldkampioenschap voetbal 2002 dat gezamenlijk door Zuid-Korea en Japan werd georganiseerd. Het nationale team heeft zich geplaatst voor elk wereldkampioenschap voetbal sinds het wereldkampioenschap voetbal 1986 in Mexico.
In het schaatsen is Zuid-Korea vertegenwoordigd in het langebaanschaatsen en shorttrack. Bekende schaatsers zijn/waren Lee Kyou-hyuk (1992-2014), Lee Bo-ra (1999-2015), Lee Kang-seok (2004-2016), Lee Sang-hwa (2004-heden), Lee Seung-hoon (2005-heden), Mo Tae-bum (2005-heden) en Kim Bo-reum (2010-heden).
Twee keer hebben de Olympische Spelen plaatsgevonden in Zuid-Korea. De Zomerspelen van 1988 in Seoul en de Winterspelen van 2018 in Pyeongchang.

### Bezienswaardigheden

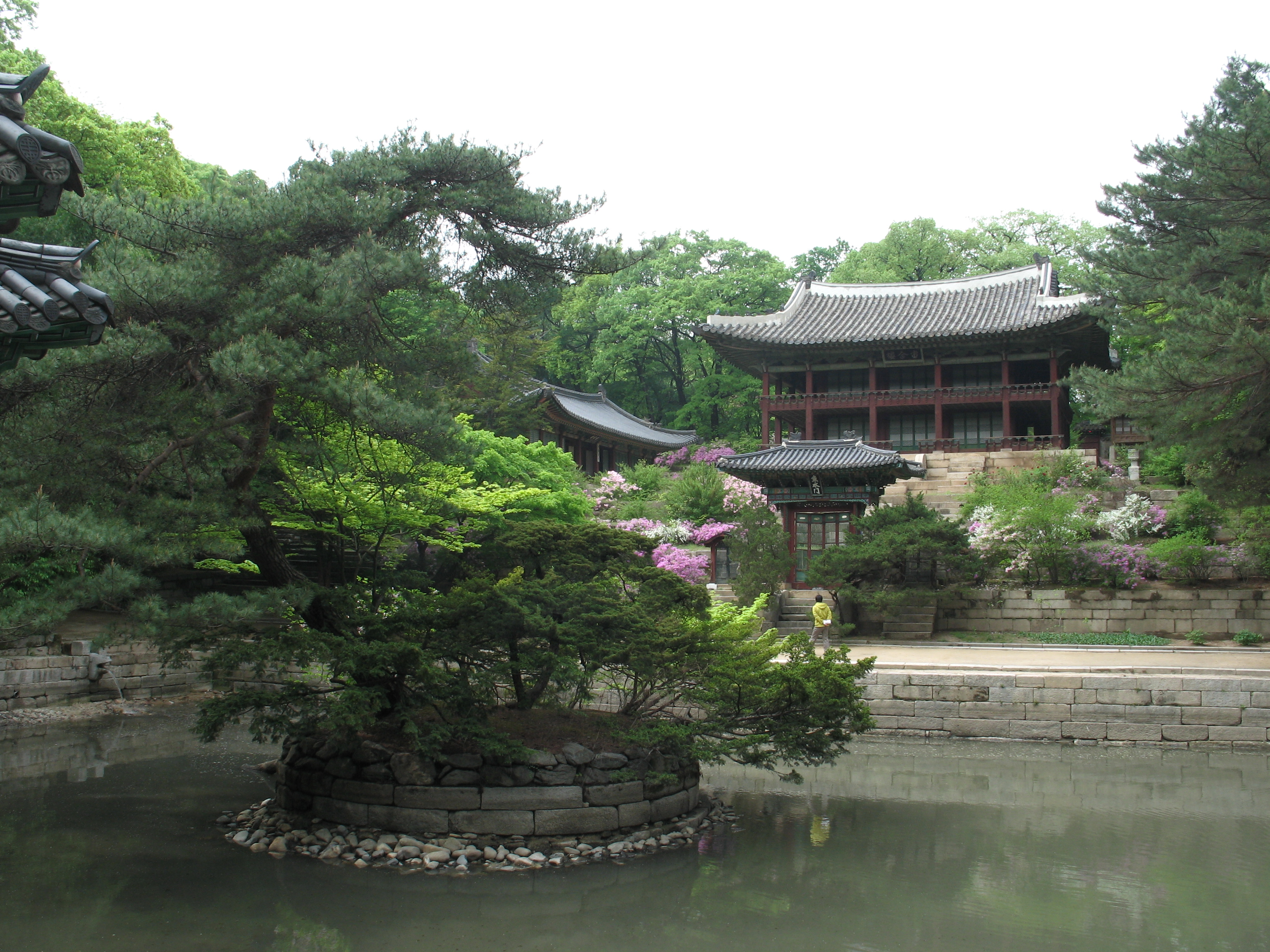
Changdeokgung-paleiscomplex

- Haeinsatempel Janggyeong Panjeon, bewaarplaats van de Koreaanse Tripitaka-houtblokken
- Jongmyo heiligdom
- Changdeokgung-paleiscomplex
- Hwaseong-vesting
- hunebedplaatsen Gochang, Hwasun en Ganghwa
- Gyeongbokgung

### Media
De persvrijheid is grondwettelijk gewaarborgd sinds 1987, toen een democratisch overheidssysteem werd ingesteld. Dit resulteerde in het opnieuw verschijnen van kranten die onder het voorafgaande militaire regime verboden waren en in de introductie van vele nieuwe kranten.

## Economie
De deling van het schiereiland Korea in 1948 schiep twee uit hun evenwicht gebrachte economische eenheden. Noord-Korea bezat de meeste natuurlijke rijkdommen en zware industrieën die tijdens de bezetting door de Japanners werden ontwikkeld; Zuid-Korea het grootste deel van de landbouwmiddelen en een groot aantal arbeidskrachten. Het was een arm land en armer dan Noord-Korea. Onder het bewind van president Syngman Rhee (r.1948-1960) kreeg de economie weinig aandacht, er was veel corruptie en de focus lag op importsubstitutie. Er was een tekort op de begroting op de handelsbalans en Zuid-Korea was sterk afhankelijk van Amerikaanse financiële hulp. President Park Chung-hee (r.1960-1978) kwam met vijfjarenplannen en de overheid ging een belangrijke rol spelen bij de economische ontwikkeling. De focus werd verlegd naar consumentenproducten voor exportmarkten, vooral in de arbeidsintensieve industrieën zoals textiel en kleding, schoeisel, en levensmiddelen. Begin jaren zeventig begon het zwaartepunt te verschuiven in de richting van de zware industrie. Omstreeks 1970 had Zuid-Korea de economische achterstand ten opzichte van Noord-Korea ingehaald en vervolgens is het verschil alleen maar groter geworden.
Door de context van de Koude Oorlog en zijn geografische ligging werd Zuid-Korea in het bijzonder begunstigd door de Verenigde Staten, die het land jaarlijks veel economische steun verleenden. Het speerpunt van het overheidsbeleid was de oprichting van de chaebol; deze familieconglomeraten (Hyundai, Samsung, LG Group, enz) genoten overheidssubsidies, bescherming tegen internationale concurrentie, grond die hun ter beschikking werd gesteld, lage belastingen en specifieke normen. De overheid erkent geen minimumloon of wekelijks verlof en de werkdagen zijn 12 uur lang. Daarnaast zijn vakbonden en stakingen verboden. In de jaren tachtig was de werkweek van een Zuid-Koreaanse werknemer de langste ter wereld.

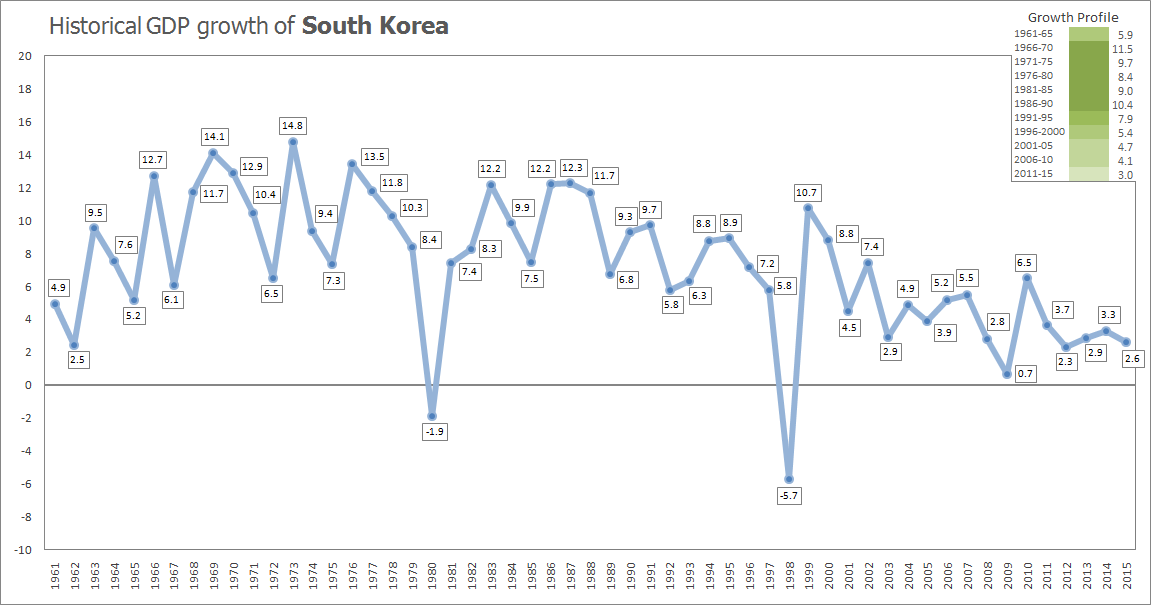
De jaarlijkse groeicijfers van het Koreaanse bnp (1961-2005) lagen vanaf de jaren zestig tot tachtig regelmatig boven de 10%

In de jaren tachtig en de jaren negentig wierpen de Koreaanse fabrikanten zich ook op geavanceerde technische industrieën, zoals computercomponenten en halfgeleiders. In deze periode maakte Korea naam als een van de Aziatische Tijgers: vier landen in Zuidoost-Azië die een snelle en grote economische groei doormaakten. De productie werd en wordt hierbij gedomineerd door chaebol, grote bedrijfsconglomeraten met zeer gediversifieerde belangen.
De snelste groei kwam vóór de eeuwwisseling tot een eind. Niettemin bleef de Zuid-Koreaanse economie een van de grootste van Azië en ook op mondiaal niveau speelt ze een belangrijke rol. Zuid-Korea is een belangrijke producent van hightech-goederen, maar ook de staalindustrie, scheepsbouw, automobielindustrie en productie van elektronische goederen zorgen ervoor dat Zuid-Korea een belangrijke speler is op de internationale markt. Vanaf 2010 ligt de economische groei rond de 3% op jaarbasis. In 2019 stond Zuid-Korea op de 12e plaats van de wereldranglijst van landen gemeten naar het bruto binnenlands product (BBP) en op nummer 29 gemeten naar BBP per hoofd van de bevolking. 
Sinds de jaren zestig van de 20e eeuw is de economie van Zuid-Korea veranderd van een agrarische samenleving, die verwoest was door een burgeroorlog, in een maakindustrie met een grote tertiaire sector. De bevolking migreerde van het land naar de industriële centra. Hierdoor is de bevolking van Zuid-Korea momenteel in de steden geconcentreerd; meer dan 85% woont in de stedelijke agglomeraties, met name in Seoel en omgeving, Busan en Daegu.
In 2022 bedroeg het totale aantal arbeidskrachten 29 miljoen. Daarvan was 5% werkzaam in de landbouw, bosbouw en visserij; 26% in de industrie en de bouw en 69% in de dienstensector. De vrouwen vertegenwoordigen 43% van het totaal. Van alle OESO landen zit Korea hoog in het aantal gewerkte uren per jaar, in 2021 was dit 1910 uur. Ter vergelijking, dit was voor België 1493 uur en Nederland 1417 uur. Van alle werknemers in Korea heeft 16% een part-time baan. In maart 2023 sneuvelde een wetsvoorstel om het maximale aantal werkuren in een week te verhogen van 52 uur naar 69 uur. De belangrijkste arbeidsorganisatie is de Federatie van Koreaanse Vakbonden, met ongeveer 1,0 miljoen leden in 2019.
| Jaar | Reële groei (% mut JoJ) | BBP (in miljarden US$) | BBP per hoofd (in US$) | Inflatie (% mut JoJ) | Werkloosheid (%) | Saldo overheids- begroting (in % BBP) | Bruto staatsschuld (in % BBP) | Saldo lopende rekening (in % BBP) |
| ---- | ----------------------- | ---------------------- | ---------------------- | -------------------- | ---------------- | ------------------------------------- | ----------------------------- | --------------------------------- |
| 1980 | -1,6                    | 65                     | 1714                   | 28,7                 | 5,2              |                                       |                               | -0,6                              |
| 1985 | 7,8                     | 101                    | 2482                   | 2,5                  | 4,0              |                                       |                               | -2,2                              |
| 1990 | 9,9                     | 283                    | 6610                   | 8,6                  | 2,5              |                                       | 13,2                          | -1,0                              |
| 1995 | 9,6                     | 567                    | 12.565                 | 4,5                  | 2,1              | 2,2                                   | 8,8                           | -1,8                              |
| 2000 | 9,1                     | 576                    | 12.263                 | 2,3                  | 4,4              | 4,0                                   | 16,7                          | 1,8                               |
| 2005 | 4,3                     | 934                    | 19.398                 | 2,7                  | 3,8              | 1,0                                   | 25,9                          | 1,3                               |
| 2010 | 5,8                     | 1143                   | 23.077                 | 2,9                  | 3,7              | 1,7                                   | 29,5                          | 2,4                               |
| 2015 | 2,8                     | 1466                   | 28.737                 | 0,7                  | 3,6              | 0,5                                   | 40,8                          | 7,2                               |
| 2020 | -0,8                    | 1644                   | 31.728                 | 0,5                  | 3,9              | -2,2                                  | 48,7                          | 4,6                               |
| 2021 | 4,1                     | 1811                   | 34.998                 | 2,5                  | 3,7              | -0,0                                  | 41,3                          | 4,7                               |
| 2022 | 2,6                     | 1665                   | 32.250                 | 5,1                  | 2,9              | -0,9                                  | 54,3                          | 1,8                               |

### Landbouw, bosbouw en visserij

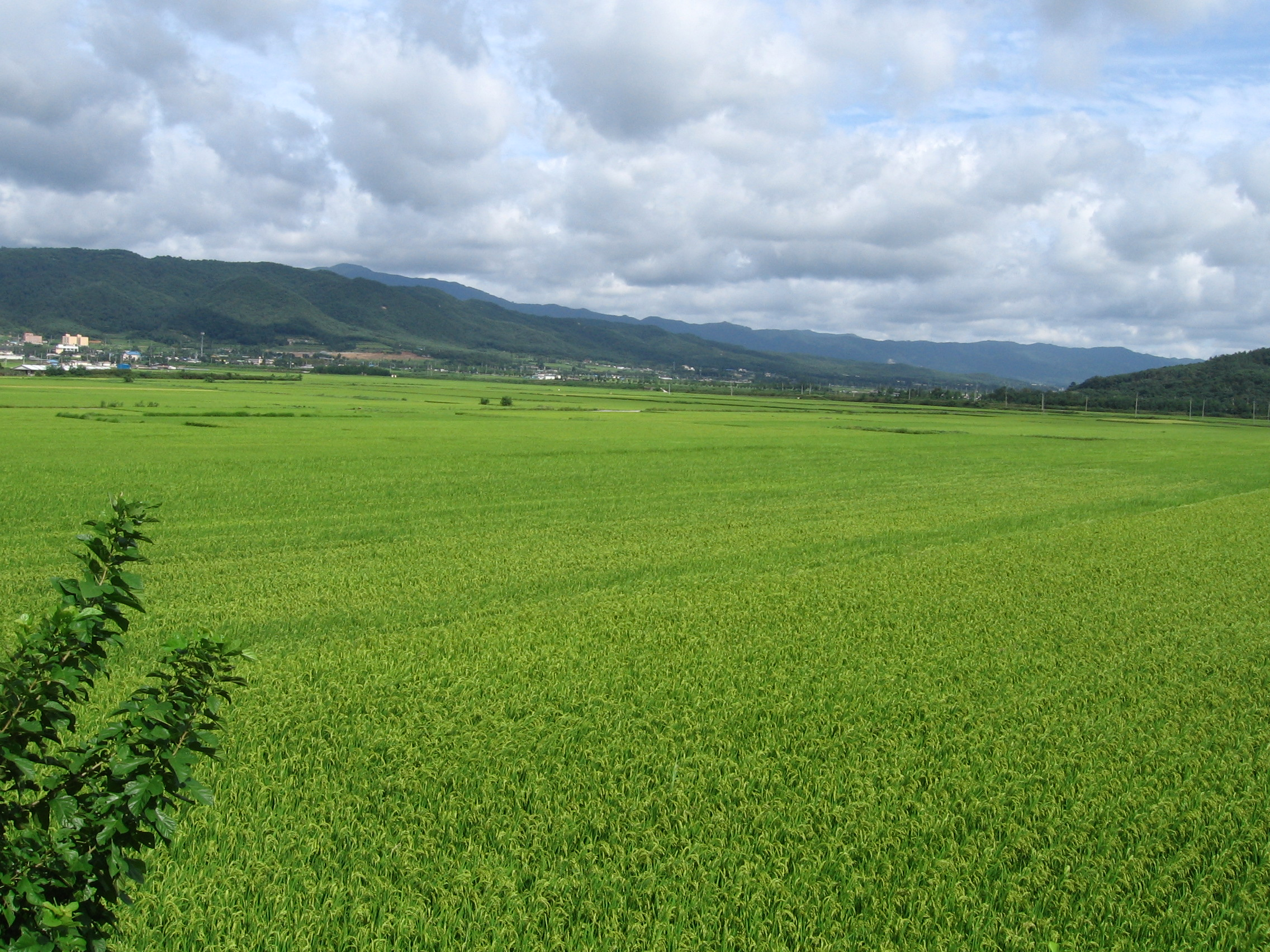
Rijstvelden in Gyeongju

Eind jaren veertig werd er een landverdelingsprogramma uitgevoerd, dat tot een landbouwsysteem leidde met hoofdzakelijk kleine private bedrijven. De snelle industrialisatie en stijgende urbanisatie verminderden het aandeel van de landbouw in de economie; het aantal families afhankelijk van landbouw voor hun levensonderhoud is sinds de jaren zeventig voortdurend gedaald. Zuid-Korea heeft 1,3 miljoen landbouwbedrijven, en de gemiddelde gecultiveerde landbouwgrond voor elk is 1 hectare.
Ongeveer 17 procent van het land is gecultiveerd. Het belangrijkste voedselgewas van het land, rijst, wordt op bijna 60 percent van de landbouwgrond geteeld. Andere belangrijke gewassen zijn sojabonen, Spaanse pepers, gerst, kool, watermeloenen, knoflook, uien, radijzen, witte aardappels, rode bonen, maïs en bataten. Een belangrijke ontwikkeling is de grote uitbreiding in de opbrengst van fruit, in het bijzonder appelen, sinaasappelen, druiven, dadelpruimen, peren, en perziken. Andere gewassen zijn onder meer katoen, hennep en zijde. 
Sinds eind jaren zestig is Zuid-Korea een van de grootste vissende naties van de wereld. Ook wordt er gevist in nabije kustwateren. De havens van Ulsan en Masan zijn ontwikkeld als diepzeevisserijbases met visverwerkingsinstallaties. Pijlinktvis, weekdieren, ansjovis, tonijn, snoekbaars en makreel zijn de belangrijkste vangsten. Zuid-Korea voert de meerderheid van zijn timmerhout in, maar de herbebossing heeft sommige boomaanplantingen voor commercieel gebruik versterkt.

### Buitenlandse handel

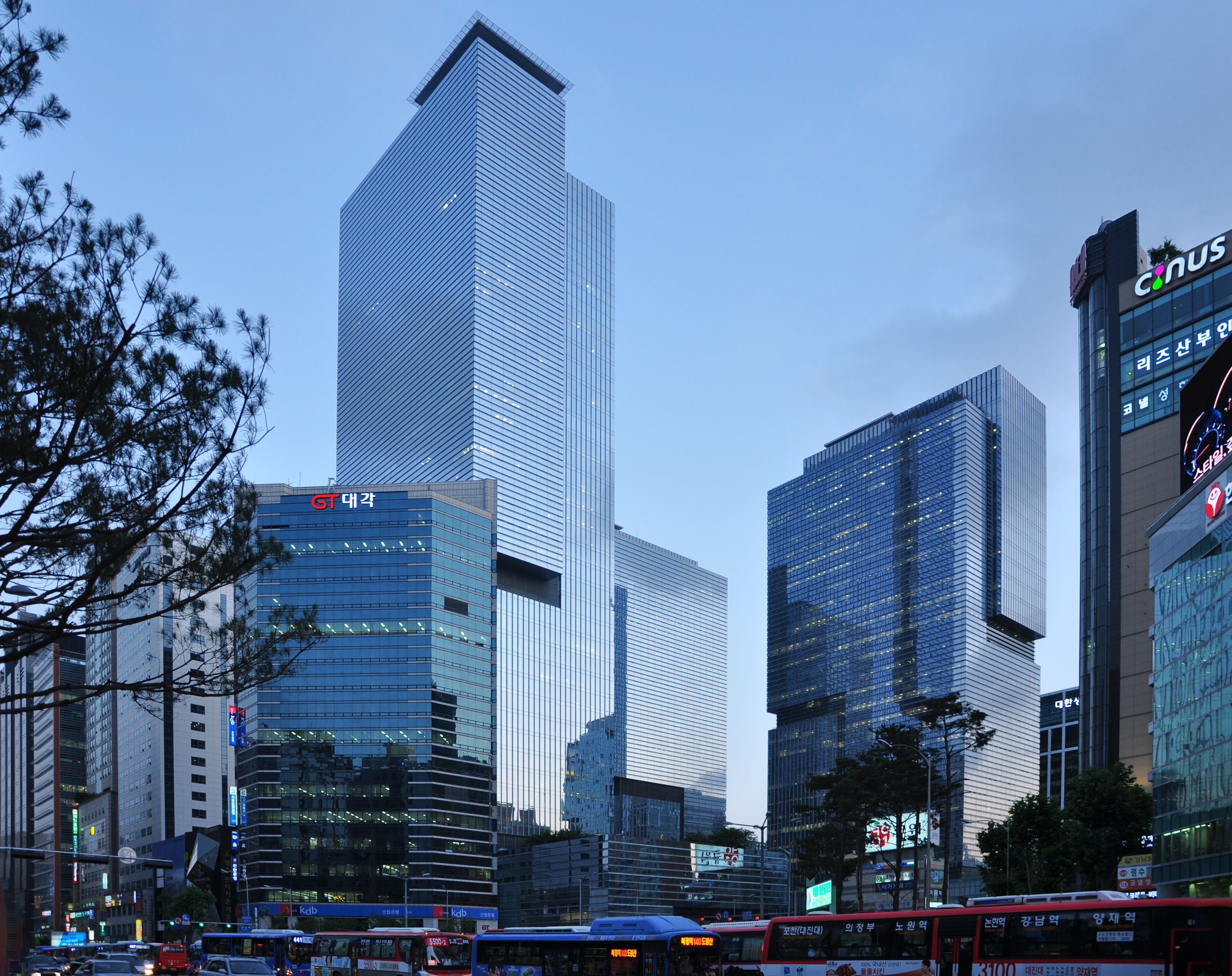
Het hoofdkantoor van Samsung in Seoel

De munteenheid in Zuid-Korea is de won (KRW), uitgegeven door de Centrale Bank van Korea.
Na de verstoring van de handel tijdens de Koreaanse Oorlog en de nasleep daarvan steeg de uitvoer van 1965 tot 1980 met een opmerkelijk jaarlijks gemiddelde van 27,2 procent en verzesvoudigde van 1980 tot 1995. Het land, met weinig natuurlijke rijkdommen en een vrij kleine binnenlandse markt, voorzag zijn snelle economische groei van brandstof door zijn bekwame arbeidskrachten aan te wenden om goederen voor de uitvoer te produceren. In 1996 werd Zuid-Korea lid van de Organisatie voor Economische Samenwerking en Ontwikkeling (OESO), een internationale organisatie die werkt om het economische beleid van geïndustrialiseerde naties te coördineren.
De belangrijkste invoer (veel ervan wordt gebruikt voor de productie van goederen voor de uitvoer) bestaat uit industriële machines, aardolie en aardolieproducten, elektronische apparatuur, ijzer en staal, transportmiddelen en chemische producten. De uitvoer omvat onder meer elektronische apparatuur, stoffen, voertuigen, telecommunicatie- en geluidsapparatuur, ijzer en staal, metaalgoederen, computercomponenten en kleding. De invoer in 2004 werd getaxeerd op US$ 224,5 miljard en de uitvoer op US$ 253,8 miljard. De belangrijkste handelspartners voor de uitvoer waren de Verenigde Staten, Japan, Hongkong, Singapore en Duitsland. De belangrijkste partners voor de invoer waren de Verenigde Staten, Japan, Duitsland, Saoedi-Arabië en Australië.

### Mijnbouw en energie
Zuid-Korea heeft beperkte voorraden delfstoffen. In 2003 werd 3,3 miljoen metrische ton antraciet steenkool, het belangrijkste mineraal van het land, gedolven, en 6000 metrische ton zink. Er komen ook kleine hoeveelheden grafiet, ijzererts, lood, wolfram, goud, zilver, en porseleinaarde (een fijne klei) uit de grond. De mijnbouw van kalksteen is belangrijk, daar veel van de opbrengst voor de productie van cement wordt gebruikt, het belangrijkste materiaal dat in nieuwbouw wordt gebruikt.
Zuid-Korea maakt intensief gebruik van fossiele brandstoffen. In 2018 hadden deze een aandeel van 85% in de totale primaire energievoorziening (total primary energy supply, TEPS).  Het beschikt nauwelijks over eigen natuurlijke energiebronnen en is voor 84% van de TPES afhankelijk van buitenlandse leveranciers. In 2018 had Korea het laagste aandeel van energie uit hernieuwbare bronnen in de energievoorziening van alle IEA-landen, dit was slechts 4%. Aardolie had een aandeel van 39% in TPES in 2018 gevolgd door steenkool met 29%. Steenkool wordt bijna uitsluitend gebruikt voor de productie van elektriciteit. Aardgas had een aandeel van 17% en wordt uitsluitend aangevoerd als lng omdat Zuid-Korea geen pijplijnen heeft voor de import van gas. Kernenergie had in 2018 een aandeel van 12%.
Voor de opwekking van elektriciteit werd 73% fossiele brandstoffen gebruikt in 2018. Steenkool stond met een aandeel van 44% bovenaan, gevolgd door aardgas (27%) en kernenergie (23%). Net als het ontbreken van pijplijnverbindingen zijn er ook geen stroomkabels met het buitenland. In 2018 was de productie 586 miljard kilowattuur, dat is 32% meer dan in 2008. Korea Electric Power Corporation is de veruit grootste leverancier van elektriciteit in het land en wekt ongeveer driekwart van het totaal op. Het land gebruikte veel aardolie voor de stroomopwekking, maar na de eerste oliecrisis begon het land kerncentrales te bouwen om zijn afhankelijkheid van ingevoerde olie te verminderen. Voor 2030 wil het land 20% van de elektriciteit opwekken met duurzame energiebronnen.
In 2018 was de uitstoot van kooldioxide 536 miljoen ton. Het land heeft zich gecommitteerd aan het Akkoord van Parijs en streeft naar een maximale uitstoot van 536 miljoen ton CO2 in 2030.

### Vervoer

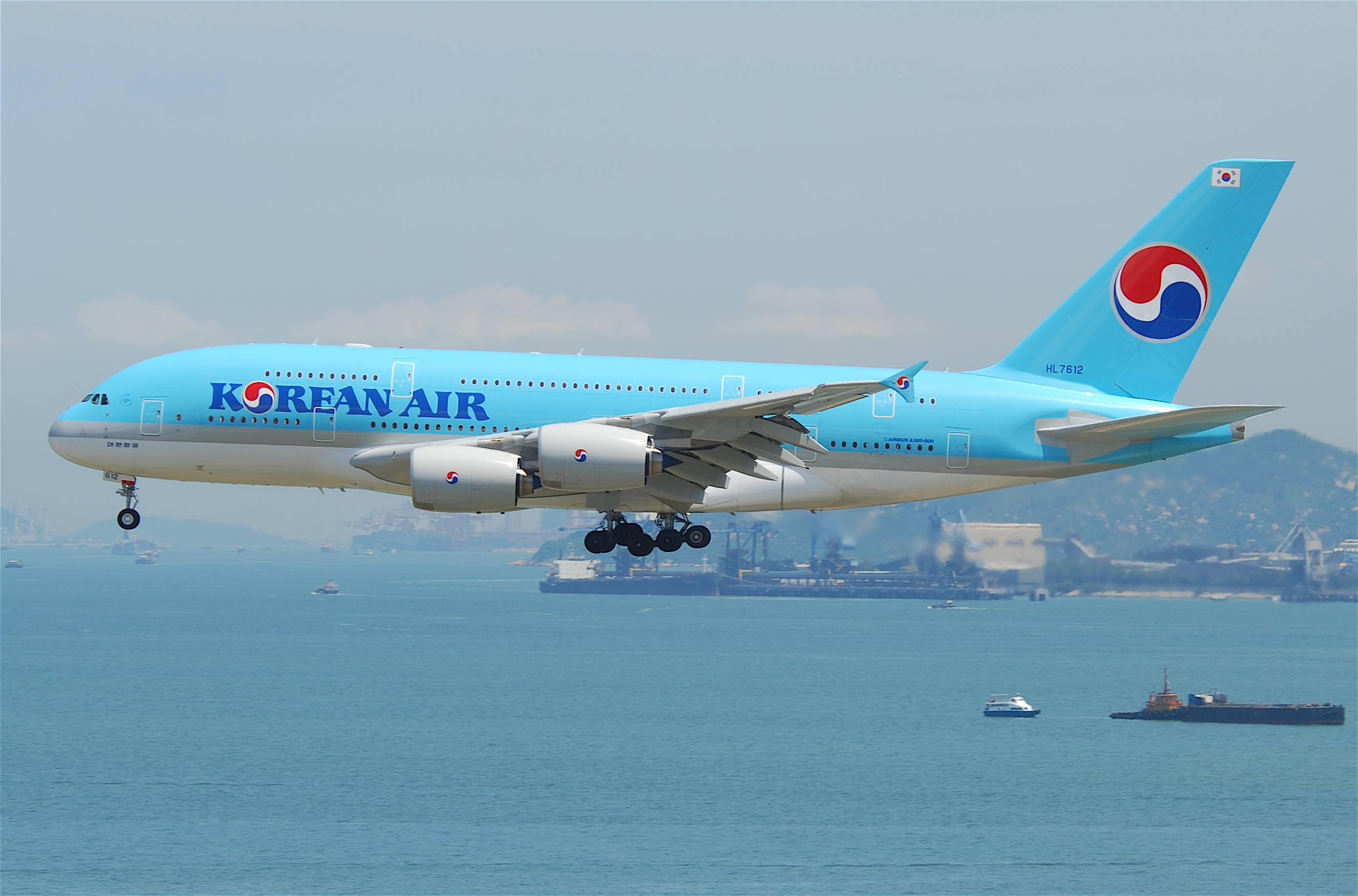
Een vliegtuig van Korean Air

Een goed ontwikkeld wegennet verbindt de belangrijkste stedelijke centra van Zuid-Korea. Het land heeft ongeveer 100.000 km hoofdwegen, waarvan meer dan 2500 km autosnelweg, met inbegrip van twee nieuwe wegen: één lopend ten zuiden van Seoel langs de westkust tot Mokpo, en de andere ten oosten van Seoel naar de internationale luchthaven Incheon. De voornaamste havens van het land zijn Busan, Incheon, Mokpo en Gunsan. De Koreaanse koopvaardijvloot bestaat uit 3000 schepen.
Korean Air en Asiana zijn de nationale luchtvaartmaatschappijen die het binnenlandse en buitenlandse vliegverkeer verzorgen. Het vliegverkeer stijgt snel in Zuid-Korea. In april 2001 werd de internationale luchthaven Incheon geopend, de spil voor internationale vluchten. De luchthaven ligt op 52 km ten westen van Seoel, en beslaat 5.600 hectare op ingewonnen land tussen twee eilanden voor de kust. Ook de luchthavens Gimhae International Airport, Gimpo International Airport en Jeju International Airport hebben geregeld internationaal luchtverkeer.
In onder andere Seoel is een metro. Tussen de grote steden rijden treinen verzorgd door Korail; de hogesnelheidslijn KTX is sinds december 2004 in gebruik genomen. Het gehele spoorwegnet beslaat 3400 km. In mei 2007 werd de spoorverbinding tussen Noord- en Zuid-Korea eenmalig gebruikt door een passagierstrein. Hoewel dat een grotendeels symbolische proef betrof, beschouwden vele Zuid-Koreanen het korte hervatten van het verkeer tussen de twee landen als een uiterst belangrijke gebeurtenis.